# Чудова Антонія, спочатку черниця, а після фурія
«Чудова Антонія, спочатку черниця, а після фурія» — італійська еротична комедія 1972 року, знята режисером Маріано Лауренті, з Едвіж Фенек у головній ролі.

## Сюжет
Весела музична комедія про пригоди художника, який приїхав писати портрет дочки міського бургомістра і потрапив у вир любовних хитросплетінь городян і мешканок найближчого жіночого монастиря.

## У ролях
- Едвіж Фенек: Антонія Мінкалья
- П'єро Фокачча: Клаудіо Форнарі, художник
- Дада Джалотті: Домітілла МінкальяDomitilla Mincaglia
- Ріккардо Гарроне: Джованні Пікколоміні
- Романо Маласпіна: Fosco Piccolomini
- Лучана Туріна: Матінка-ігуменя
- Маліса Лонго: Катеріна, корчмар
- Лукретія Лове: Іпполіта Пікколоміні
- Еліо Кроветто: Брат Помпоніо
- Фортунато Чечілья: Аріосто
- Умберто Д'Орсі: Доменіоко Мінкалья
- Тіберіо Мурджа: Брат Філіпуччо
- Джозіан Танціллі: служниця Пікколоміні
- Сандро Дорі: Раффаелло, корчмар
- Карла Манчіні: черниця
- Джанні Пулоне: друг Аріосто
- Карін Велл: служниця Мінкальї

## Знімальна група
- Режисер: Маріано Лауренті
- Сценарій: Карло Вео
- Оператор: Тіно Сантоні
- Монтаж: Джуліана Аттенні
- Композитор: Берто Пізано
- Художник: Джакомо Кало Кардуччі
- Костюми: Адріана Спадаро